# オブトサソリ
オブトサソリ（尾太蠍）は、節足動物鋏角亜門サソリ目キョクトウサソリ科に属するサソリ類の総称。主に中東・ヨーロッパに生息している。デスストーカーやイスラエル・イエロー・スコーピオンとも呼ばれる。危険な猛毒サソリとして知られている。全長は10cm程度の小さなサソリである。